# Élections législatives de 1981 dans le Val-d'Oise
Les élections législatives françaises de 1981 dans le Val-d'Oise se déroulent les 14 et 21 juin.

## Élus
| Circonscription | Député sortant        | Parti | Parti     | Député élu ou réélu   | Parti | Parti |
| --------------- | --------------------- | ----- | --------- | --------------------- | ----- | ----- |
| 1re             | Alain Richard         |       | PS        | Alain Richard         |       | PS    |
| 2e              | Jean-Pierre Delalande |       | RPR       | Jean-Pierre Le Coadic |       | PS    |
| 3e              | Robert Montdargent    |       | PCF       | Robert Montdargent    |       | PCF   |
| 4e              | André Petit           |       | UDF (CDS) | Marie-France Lecuir   |       | PS    |
| 5e              | Henry Canacos         |       | PCF       | Michel Coffineau      |       | PS    |

## Positionnement des partis
La majorité sortante UDF-RPR-CNIP se présente sous le sigle « Union pour la nouvelle majorité », le Parti socialiste unifié sous l'étiquette « Alternative 81 ».

## Résultats

### Résultats à l'échelle du département
| Parti          | Parti                                       | Premier tour | Premier tour | Second tour | Second tour | Sièges |
| Parti          | Parti                                       | Voix         | %            | Voix        | %           | Sièges |
| -------------- | ------------------------------------------- | ------------ | ------------ | ----------- | ----------- | ------ |
|                | Parti socialiste                            | 128 410      | 35,03        | 188 949     | 49,55       | 4      |
|                | Parti communiste français                   | 81 055       | 22,12        | 32 158      | 8,43        | 1      |
|                | Majorité présidentielle                     | 209 465      | 57,15        | 221 107     | 57,98       | 5      |
|                |                                             |              |              |             |             |        |
|                | Union pour la démocratie française          | 68 256       | 18,62        | 76 660      | 20,10       | 0      |
|                | Rassemblement pour la République            | 34 779       | 9,49         | 43 889      | 11,51       | 0      |
|                | Divers droite                               | 32 009       | 8,73         | 39 684      | 10,41       | 0      |
|                | Centre national des indépendants et paysans | 100          | 0,03         |             |             | 0      |
|                | Union pour la nouvelle majorité             | 135 144      | 36,87        | 160 233     | 42,02       | 0      |
|                |                                             |              |              |             |             |        |
|                | Divers écologiste                           | 12 057       | 3,29         |             |             | 0      |
|                | Parti socialiste unifié                     | 5 094        | 1,39         | 0           |             |        |
|                | Extrême gauche (dont LO et LCR)             | 3 402        | 0,93         | 0           |             |        |
|                | Extrême droite                              | 1 087        | 0,30         | 0           |             |        |
|                | Divers gauche (PSD)                         | 280          | 0,08         | 0           |             |        |
|                |                                             |              |              |             |             |        |
| Inscrits       | Inscrits                                    | 534 615      | 100,00       | 534 568     | 100,00      | 5      |
| Abstentions    | Abstentions                                 | 163 232      | 30,53        | 144 926     | 27,11       |        |
| Votants        | Votants                                     | 371 383      | 69,47        | 389 642     | 72,89       |        |
| Blancs et nuls | Blancs et nuls                              | 4 854        | 1,31         | 8 302       | 2,13        |        |
| Exprimés       | Exprimés                                    | 366 529      | 98,69        | 381 340     | 97,87       |        |

### Résultats par circonscription

#### Première circonscription (Pontoise - L'Isle-Adam)
| Candidat       | Candidat                    | Parti                | Premier tour | Premier tour | Second tour | Second tour |  |
| Candidat       | Candidat                    | Parti                | Voix         | %            | Voix        | %           |  |
| -------------- | --------------------------- | -------------------- | ------------ | ------------ | ----------- | ----------- |  |
|                | Alain Richard sortant réélu | PS                   | 36 152       | 44,35        | 50 401      | 58,01       |  |
|                | Jean-Philippe Lachenaud     | UDF (PR)             | 32 492       | 39,86        | 36 488      | 41,99       |  |
|                | Michel Vallade              | PCF                  | 10 208       | 12,52        |             |             |  |
|                | Bernard Roussel             | PSU                  | 1 319        | 1,62         |             |             |  |
|                | Patrick Domart              | Extrême gauche (LCR) | 1 251        | 1,53         |             |             |  |
|                | Roger Girard                | Divers droite (CNIP) | 100          | 0,12         |             |             |  |
|                | M. Drivaud                  | FN                   | 1            | 0,00         |             |             |  |
|                |                             |                      |              |              |             |             |  |
| Inscrits       | Inscrits                    | Inscrits             | 116 574      | 100,00       | 116 571     | 100,00      |  |
| Abstentions    | Abstentions                 | Abstentions          | 33 471       | 28,71        | 28 311      | 24,29       |  |
| Votants        | Votants                     | Votants              | 83 103       | 71,29        | 88 260      | 75,71       |  |
| Blancs et nuls | Blancs et nuls              | Blancs et nuls       | 1 580        | 1,9          | 1 371       | 1,55        |  |
| Exprimés       | Exprimés                    | Exprimés             | 81 523       | 98,1         | 86 889      | 98,45       |  |

#### Deuxième circonscription (Cormeilles - Taverny)
| Candidat       | Candidat                      | Parti             | Premier tour | Premier tour | Second tour | Second tour |  |
| Candidat       | Candidat                      | Parti             | Voix         | %            | Voix        | %           |  |
| -------------- | ----------------------------- | ----------------- | ------------ | ------------ | ----------- | ----------- |  |
|                | Jean-Pierre Delalande sortant | RPR (UNM)         | 25 333       | 40,64        | 31 384      | 47,5        |  |
|                | Jean-Pierre Le Coadic élu     | PS                | 20 264       | 32,51        | 34 691      | 52,5        |  |
|                | Claude Weber                  | PCF               | 12 126       | 19,45        | Retrait     | Retrait     |  |
|                | Yanick Paternotte             | Divers écologiste | 2 905        | 4,66         |             |             |  |
|                | Jean-Pierre Barentin          | PSU               | 625          | 1,00         |             |             |  |
|                | Gérard Orget                  | PFN               | 557          | 0,89         |             |             |  |
|                | Robert Grossot                | FN                | 529          | 0,85         |             |             |  |
|                |                               |                   |              |              |             |             |  |
| Inscrits       | Inscrits                      | Inscrits          | 88 489       | 100,00       | 88 476      | 100,00      |  |
| Abstentions    | Abstentions                   | Abstentions       | 25 670       | 29,01        | 21 338      | 24,12       |  |
| Votants        | Votants                       | Votants           | 62 819       | 70,99        | 67 138      | 75,88       |  |
| Blancs et nuls | Blancs et nuls                | Blancs et nuls    | 480          | 0,76         | 1 063       | 1,58        |  |
| Exprimés       | Exprimés                      | Exprimés          | 62 339       | 99,24        | 66 075      | 98,42       |  |

#### Troisième circonscription (Argenteuil - Bezons)
| Candidat       | Candidat                         | Parti             | Premier tour | Premier tour | Second tour | Second tour |  |
| Candidat       | Candidat                         | Parti             | Voix         | %            | Voix        | %           |  |
| -------------- | -------------------------------- | ----------------- | ------------ | ------------ | ----------- | ----------- |  |
|                | Robert Montdargent sortant réélu | PCF               | 22 354       | 47,29        | 32 158      | 72,00       |  |
|                | Pierre-Yves Lecharny             | PS                | 12 009       | 25,40        | Retrait     | Retrait     |  |
|                | Jean-Norbert Bongau              | RPR (UNM)         | 9 446        | 19,98        | 12 505      | 28,00       |  |
|                | Michel Aussel                    | Divers écologiste | 2 162        | 4,57         |             |             |  |
|                | Christian Sarthe-Mouréou         | PSU               | 771          | 1,63         |             |             |  |
|                | Martine Payet                    | LO                | 533          | 1,13         |             |             |  |
|                |                                  |                   |              |              |             |             |  |
| Inscrits       | Inscrits                         | Inscrits          | 68 611       | 100,00       | 68 611      | 100,00      |  |
| Abstentions    | Abstentions                      | Abstentions       | 20 740       | 30,23        | 21 968      | 32,02       |  |
| Votants        | Votants                          | Votants           | 47 871       | 69,77        | 46 643      | 67,98       |  |
| Blancs et nuls | Blancs et nuls                   | Blancs et nuls    | 596          | 1,25         | 1 980       | 4,25        |  |
| Exprimés       | Exprimés                         | Exprimés          | 47 275       | 98,75        | 44 663      | 95,75       |  |

#### Quatrième circonscription (Montmorency - Enghien)
| Candidat       | Candidat                | Parti             | Premier tour | Premier tour | Second tour | Second tour |  |
| Candidat       | Candidat                | Parti             | Voix         | %            | Voix        | %           |  |
| -------------- | ----------------------- | ----------------- | ------------ | ------------ | ----------- | ----------- |  |
|                | André Petit sortant     | UDF (CDS)         | 35 764       | 47,24        | 40 172      | 49,83       |  |
|                | Marie-France Lecuir élu | PS                | 25 786       | 34,06        | 40 443      | 50,17       |  |
|                | Francis Combes          | PCF               | 9 566        | 12,64        |             |             |  |
|                | Andrée Alligier         | Divers écologiste | 3 341        | 4,41         |             |             |  |
|                | François Marmèche       | PSU               | 1 243        | 1,64         |             |             |  |
|                |                         |                   |              |              |             |             |  |
| Inscrits       | Inscrits                | Inscrits          | 108 111      | 100,00       | 108 080     | 100,00      |  |
| Abstentions    | Abstentions             | Abstentions       | 31 725       | 29,34        | 26 372      | 24,4        |  |
| Votants        | Votants                 | Votants           | 76 386       | 70,66        | 81 708      | 75,6        |  |
| Blancs et nuls | Blancs et nuls          | Blancs et nuls    | 686          | 0,9          | 1 093       | 1,34        |  |
| Exprimés       | Exprimés                | Exprimés          | 75 700       | 99,1         | 80 615      | 98,66       |  |

#### Cinquième circonscription (Sarcelles - Garges-lès-Gonesse)
| Candidat       | Candidat              | Parti               | Premier tour | Premier tour | Second tour | Second tour |  |
| Candidat       | Candidat              | Parti               | Voix         | %            | Voix        | %           |  |
| -------------- | --------------------- | ------------------- | ------------ | ------------ | ----------- | ----------- |  |
|                | Michel Coffineau élu  | PS                  | 34 199       | 34,30        | 63 414      | 61,51       |  |
|                | Raymond Lamontagne    | Divers droite (UNM) | 32 009       | 32,11        | 39 684      | 38,49       |  |
|                | Henry Canacos sortant | PCF                 | 26 801       | 26,88        | Retrait     | Retrait     |  |
|                | Danielle Senot        | MÉP                 | 3 649        | 3,66         |             |             |  |
|                | Dominique Blondel     | PSU                 | 1 618        | 1,62         |             |             |  |
|                | Michèle Cohen         | LO                  | 1 136        | 1,14         |             |             |  |
|                | Claude Bigel          | PSD                 | 280          | 0,28         |             |             |  |
|                |                       |                     |              |              |             |             |  |
| Inscrits       | Inscrits              | Inscrits            | 152 830      | 100,00       | 152 830     | 100,00      |  |
| Abstentions    | Abstentions           | Abstentions         | 51 626       | 33,78        | 46 937      | 30,71       |  |
| Votants        | Votants               | Votants             | 101 204      | 66,22        | 105 893     | 69,29       |  |
| Blancs et nuls | Blancs et nuls        | Blancs et nuls      | 1 512        | 1,49         | 2 795       | 2,64        |  |
| Exprimés       | Exprimés              | Exprimés            | 99 692       | 98,51        | 103 098     | 97,36       |  |